# بوبي هاردن
بوبي هاردن (بالإنجليزية: Bobby Harden)‏ هو لاعب كرة قدم أمريكية أمريكي، ولد في 8 فبراير 1967 في باهوكي في الولايات المتحدة.

## وصلات خارجية
- بوبي هاردن على موقع مرجع كرة القدم المحترفة.كوم (الإنجليزية)